# Capillipedium huegelii
Capillipedium huegelii är en gräsart som först beskrevs av Eduard Hackel, och fick sitt nu gällande namn av Aimée Antoinette Camus. Capillipedium huegelii ingår i släktet Capillipedium och familjen gräs. Inga underarter finns listade i Catalogue of Life.